# Ochrosomera marojejia
Ochrosomera marojejia är en fjärilsart som beskrevs av Sergius G. Kiriakoff 1963. Ochrosomera marojejia ingår i släktet Ochrosomera och familjen tandspinnare. Inga underarter finns listade i Catalogue of Life.